# がんばれ酢めし疑獄!!
『がんばれ酢めし疑獄!!』（がんばれすめしぎごく）は、施川ユウキによる日本のギャグ4コマ漫画。『週刊少年チャンピオン』（秋田書店にて、毎週木曜日発売）1999年10号（1999年1月28日発売）での同タイトルの読み切りを経て、同誌の1999年18号（1999年3月25日発売）から2004年17号（2004年3月25日発売）まで連載。単行本全5巻。
シュールでやや毒のある言い回しやキャラクターが特徴のギャグ漫画。基本は4コマ漫画だが、1ページ漫画や数ページのショート漫画形式をとることもある。また各回の1ページ目には1コマでの一言ネタがある。カラーで掲載されたことは無かった。掲載ページ数はおおむね3ページから5ページ。およそ疑獄事件の名称としては考えづらい「酢めし疑獄」なるものを応援しているこのタイトルにさしたる意味はなく、当初は2、3回の読みきりの予定だったために「適当でいいか」とこのタイトルにしたが、いざ掲載されると新連載扱いになっていたという逸話がある。その時のもう1つのタイトル候補は「恋のドキドキ土器地獄!!」。
作風としては、前期（おおむね1巻-2巻）は単発ネタが多く、意図が掴めないほどにシュールな作品が多い。中期（おおむね2巻-4巻）はシュールさを残しつつも一読して解読しづらいネタは減った。またシリーズもののネタが増えた。後期（おおむね4巻-5巻）は1ページ漫画・ショート漫画が増えた。シリーズネタが更に増え、単発ネタはあまり見られなくなった。

## 掲載回数の多いシリーズ・キャラクター
ミネ子とマモル
共に学生であり恋人同士でもあるミネ子とマモルの会話。1巻6p,7p,10p,25p,43p,67p掲載。
思春期探偵（タイトル不定）
学生風探偵の事件簿。連載最初期を代表するキャラクターとして、「疑獄の65」では単行本1巻発売を記念して全ページが思春期探偵のネタだった。1巻7p,9p,11p,13p,21p、2巻54p,55p,56p,57p,60p掲載。
にしだ（タイトル不定）
学生にしだと教師や知人とのやりとり。授業中に教師が質問してにしだが答えるというパターンが多い。1巻8p,19p,24p,35p,36p,42p,48p,64p,75p,79p,82p,92p,176p,187p、2巻44p掲載。ほか1999年20号,21号掲載（単行本未収録）。
パトロール（異タイトル有り）
眼鏡をかけた警官と、その男から「センパイ」と呼ばれる警官がパトロールをする。なお初めて登場した1巻12pでは「メルヘン」というタイトルだった。1巻12p,69p,100p,113p,182p掲載。
こんな○○は駄目だぁ!!

さーや

モンキー先生

ジャスティスロボ

桃のレジェンド

ツチノコさん

本当にあった怖い話

ショータイム
続きを考えまショーというお題の続きをシルクハットをかぶった男が考える。4コマ目でメガネをかけた老人が感想を言ったり、突っ込んだり、微笑んだりする。
出題者

ホラ話

渋沢警部

包帯人間
冒頭で豆知識や挨拶等をして今回はこんな話ですと進行するストーリーテラー。4コマ目で話に突っ込みを入れ。締めに「包帯人間でした」と言う
チュニック君

のん子ちゃん

嘘つき少年和正

突撃!クイズ怪人

アサミン

出題者（タイトル不定）

師匠と弟子

ラムニー君
常に涙を流している羊のラムニー君が世の中の様々な事象を捉えて「泣けるなぁー」と評する。名前はラム肉に由来していると思われる。当作品のみならず施川作品全体においても代表的なマスコットキャラと位置付けられ、当作品終了から5年経って作者が始めた簡易ブログ「Twitter」のアイコンにも同キャラクターが用いられている。
オニムラ

ジョン

みっこちゃん

シヲリ

多重人格者ユウダイ

Mr.グッスリ

フタバさん

チヂミちゃん

翠先生

超能力パンダ ヴァンヴァン

ネコのB

（1コマネタ）
眼鏡をかけた男性の驚いた様子での一言。1コマネタにおける唯一の複数回登場キャラ。1巻58p,73p,125p,128p,141p掲載。

## 単行本
- 第1巻 - 2000年7月19日発売。ISBN 4-253-05895-7

おまけ的要素として、すべての1コマネタの上部に口上風の煽り文が記されている。
- 第2巻 - 2001年8月23日発売。ISBN 4-253-05896-5

おまけ的要素として、すべての1コマネタの上部に大喜利の問いとその答えが記されている。
- 第3巻 - 2002年7月4日発売。ISBN 4-253-05897-3

本編のほか、読み切り「意識調査」を巻末に収録。
- 第4巻 - 2003年6月12日発売。ISBN 4-253-20514-3

本編のほか、読み切り「覆面半かぶりレスラー」を巻末に収録。
- 第5巻 - 2004年5月27日発売。ISBN 4-253-20515-1

本編のほか、読み切り「少年フォトグラフ」を巻末に収録。
いずれも秋田書店から少年チャンピオンコミックスとして発売。

## 単行本未収録作品
週刊少年チャンピオンに掲載されながら『がんばれ酢めし疑獄!!』単行本に収録されなかったネタ。
- 1999年10号 - （1コマネタ）
- 1999年10号 - 医療機器
- 1999年10号 - 忍者
- 1999年10号 - 信号機
- 1999年10号 - サンタ
- 1999年10号 - 星
- 1999年10号 - 羊
- 1999年10号 - 父
- 1999年18号 - 思春期探偵の爆弾物処理指南
- 1999年19号 - 悪
- 1999年20号 - 一期一会
- 1999年20号 - 郵便ポスト
- 1999年21号 - 超視力
- 1999年22+23号 - さーや2
- 1999年26号 - さーや2
- 1999年29号 - さーや2
- 1999年31号 - 校舎
- 1999年33号 - 肉の神話
- 1999年36号 - モンキー先生
- 1999年43号 - 生徒会長
- 1999年51号 - さーや
- 2000年16号 - アミューズメント系
- 2000年22号 - 悪魔大帝
- 2000年32号 - 補習
- 2000年33号 - ディスカヴァリー
- 2000年34号 - 蝉
- 2000年40号 - ショータイム
- 2001年02号 - 出題者
- 2001年21号 - 天国の日々2
- 2001年21号 - バトル
- 2001年25号 - 包帯人間
- 2001年27号 - 好カード
- 2001年28号 - 優柔不断刑事
- 2001年33号 - 太公望
- 2001年35号 - 渋沢警部
- 2001年35号 - 恐怖映像
- 2001年39号 - 出会い頭
- 2001年39号 - 包帯人間
- 2001年49号 - トンガリ兄弟
- 2001年52号 - 胴上げ
- 2002年08号 - 包帯人間
- 2002年09号 - 渋沢警部
- 2002年13号 - ジョン
- 2003年06号 - 応援団
- 2003年07号 - ラムニー君
- 2003年17号 - 地球探査
- 2003年17号 - シヲリ
- 2003年17号 - オニムラ
- 2003年18号 - （1コマネタ）
- 2003年18号 - がんばれ酢めし疑獄!!(1)-(3)巻をのん子ちゃんが読んだ!!
- 2003年20号 - ボウフラ
- 2003年20号 - ラムニー君
- 2003年20号 - おじいちゃん
- 2003年24号 - オニムラ
- 2003年28号 - フタバさん
- 2003年28号 - のん子ちゃん
- 2003年28号 - 多重人格者ユウダイ
- 2003年28号 - シヲリ
- 2003年29号 - （1コマネタ）

読み切り掲載された1999年10号、および単行本4巻発売記念として描かれた2003年28号は全話未収録となっている。
ただし1999年10号掲載分については、単行本『え!?絵が下手なのに漫画家に?』（2009年、秋田書店）に収録された。

## 加筆修正
単行本に収録する際セリフ等に加筆修正があったネタ。
- 00年26号/2巻p19 - 危険な情事;セリフの変更
- 00年30号/2巻p37 - 多田実験;セリフの変更
- 01年22+23号/3巻p13 - なぞなぞ男爵;セリフの変更・追加
- 01年27号/3巻p30 - こうもり傘の男;地名の変更

## 懸賞/付録
（テレホンカード）
週刊少年チャンピオン1999年37+38号（1999年8月5日発売）のキャンペーン「創刊30周年記念企画第9弾特製コミックテレカ大プレゼント!!」での懸賞品。『がんばれ酢めし疑獄!!』のさーやが姉に散髪してもらっている描き下ろしイラスト。当選者数は100名。
（Tシャツ）
週刊少年チャンピオン1999年39号（1999年8月19日発売）のキャンペーン「創刊30周年記念企画第11弾特製Tシャツ大プレゼント!!」での懸賞品。左胸の部分にモンキー先生のイラストと「GANBARE SUMESHI GIGOKU!!」というロゴがある。施川がみずからデザインした。当選者数は50名。
（テレホンカード）
週刊少年チャンピオン2000年4+5号（1999年12月24日発売）のキャンペーン「ミレニアムテレカ＆ポストカード大プレゼント第2弾」での懸賞品。イラストは『がんばれ酢めし疑獄!!』の1コマネタから抜粋したもの。当選者数は100名。
（ポストカード）
週刊少年チャンピオン2000年3号、4+5号、6+7号（それぞれ1999年12月16日、24日、2000年1月4日発売）の3号連続キャンペーン「ウェルカム2000年企画Part.2 特製ミレニアムコミックテレカ大プレゼント!!」での落選者を対象とした懸賞品。当選者数は3号合わせて1000名。
（イラスト入りサイン色紙・抱きまくら）
週刊少年チャンピオン2001年4+5号（2000年12月21日発売）のキャンペーン「特製キャラクターグッズ＆サイン色紙大プレゼント」での懸賞品。抱きまくらには『がんばれ酢めし疑獄!!』のツチノコさんがプリントされている。イラスト入りサイン色紙にはツチノコさんのイラストの上に「21世紀になってよかった」と記されている。当選者数は10名。
（シール）
週刊少年チャンピオン2002年4+5号、6+7号（それぞれ2001年12月27日、2002年1月9日発売）の2号連続キャンペーン「チャンピオンオリジナルキャラクターグッズ大プレゼント!!」での落選者を対象とした懸賞品。当選者数は両号合わせて2000名。
（イラスト入りサイン色紙）
週刊少年チャンピオン2002年6+7号（2002年1月9日発売）のキャンペーン「連載作家陣熱筆サイン色紙大プレゼント!!」での懸賞品。『がんばれ酢めし疑獄!!』の渋沢警部のイラストの左横に「夢、見ちゃえ。」と記されている。当選者数は1名。
（シール）
週刊少年チャンピオン2002年19号（2002年4月4日発売）の付録。「上野未来＆チャンピオン全キャラシール」の1枠。『がんばれ酢めし疑獄!!』のラムニー君が描かれたシール。
（イラスト入りサイン色紙）
週刊少年チャンピオン2003年6号（2003年1月8日発売）のキャンペーン「2003年チャンピオン連載作家 熱筆サイン色紙プレゼント!!!」での懸賞品。『がんばれ酢めし疑獄!!』のラムニー君のイラストの上に＜未を「ひつじ」と 読むのは多少違和感があるなぁ〜＞と記されている。当選者数は1名。
（シール）
週刊少年チャンピオン2003年6号（2004年1月8日発売）のキャンペーン「2003年チャンピオン連載作家 熱筆サイン色紙プレゼント!!!」で「イラスト入りサイン色紙」の落選者を対象とした懸賞品。イラストはサイン色紙と同じもの。当選者数は1000名。
（テレホンカード）
週刊少年チャンピオン2004年2+3号、4+5号、6号（それぞれ2003年12月11日、25日、2004年1月8日発売）の3号連続キャンペーン「3号連続特製グッズ＆特製テレカプレゼント!!」での懸賞品。『がんばれ酢めし疑獄!!』のコミックテレカが懸賞されたのは2+3号（2003年12月11日発売）。イラストは『がんばれ酢めし疑獄!!』のシヲリのカット。施川公式サイトの壁紙コーナーに同じカットがアップされていたが『もずく、ウォーキング!』第2巻に伴って販促ページ〈よりぬき「もずく、ウォーキング！」〉が新設されたことにより同コーナーは消除された。当選者数は50名。
（イラスト入りサイン色紙）
週刊少年チャンピオン2004年6号（2004年1月8日発売）のキャンペーン「2004年チャンピオン連載作家 熱筆サイン色紙プレゼント!!!」での懸賞品。『がんばれ酢めし疑獄!!』のヴァンヴァンのイラストの右横に「こじれない。」と記されている。当選者数は1名。
（シール）
週刊少年チャンピオン2004年6号（2004年1月8日発売）のキャンペーン「2004年チャンピオン連載作家 熱筆サイン色紙プレゼント!!!」で「イラスト入りサイン色紙」の落選者を対象とした懸賞品。イラストは週刊少年チャンピオン2004年2+3号、4+5号、6号の3号連続キャンペーン「3号連続特製グッズ＆特製テレカプレゼント!!」と同じもの。当選者数は500名。